# Hibbertia hamulosa
Hibbertia hamulosa är en tvåhjärtbladig växtart som beskrevs av Judith Roderick Wheeler. Hibbertia hamulosa ingår i släktet Hibbertia och familjen Dilleniaceae. Inga underarter finns listade i Catalogue of Life.